# Valflaunès
Valflaunès är en kommun i departementet Hérault i regionen Occitanien i södra Frankrike. Kommunen ligger i kantonen Claret som tillhör arrondissementet Montpellier. År 2022 hade Valflaunès 793 invånare.

## Befolkningsutveckling
Antalet invånare i kommunen Valflaunès
Referens:INSEE